# Classic de l'Ardèche 2021
La 21e édition de la Classic de l'Ardèche, officiellement Faun-Ardèche Classic a lieu le 27 février 2021. Elle fait partie du calendrier UCI ProSeries 2021. C'est la deuxième course d'un jour du calendrier français en 2021.

## Présentation

### Parcours
Les coureurs s'élanceront le 27 février 2021 à 11h pour un parcours de 171,3 kilomètres avec plus de 3 000 mètres de dénivelé. Les coureurs auront à négocier deux premières boucles de 60 km dans les contreforts du Massif Central en passant par les communes de Saint-Péray, Boffres et Alboussière pour repasser par Touland. Dans cette boucle les coureurs devront affronter quatre montées : le col de Leyrisse (10,2 km à 3,9 %) avec au sommet une longue portion sur un plateau via le Col de la Justice, la montée vers Saint-Romain de Lerps (3,9 km à 4,6 %) et la très pentue Côte du Val d’Enfer (1600m à 10,6 %). Pour compléter une troisième boucle finale s'ajoute au parcours, elle traversera Cornas, Chateaubourg, Saint-Romain-de-Lerps et revenir sur Saint-Péray et Guilherand-Granges. Là aussi les coureurs auront à affronter de nouvelles difficultés le Mur de Cornas (1800m à 8,6 % avec 1 km à plus de 11 %), la Côte de Saint-Romain de Lerps (9 km à 7,1 %) et devront repasser par la Côte de Val d'Enfer, le juge de paix de cette étape. Ce sont des difficultés présentes sur l'épreuve depuis 2017. Enfin l'arrivée sera jugée 7 kilomètres plus bas après une longue descente peu technique et trois derniers kilomètres plutôt plats. L'arrivée est prévue pour 16h30.

### Équipes
Vingt équipes participent à cette édition : sept WorldTeams, douze équipes continentales professionnelles et une équipe continentale.
| WorldTeams (11)- AG2R Citroën Team - Astana-Premier Tech - Cofidis - Deceuninck-Quick Step - EF Education-Nippo - Groupama-FDJ - Intermarché-Wanty-Gobert Matériaux - Israel Start-Up Nation - Qhubeka Assos - Trek-Segafredo - UAE Team Emirates ProTeams (7)- Alpecin-Fenix - B&B Hotels p/b KTM - Bingoal-WB - Caja Rural-Seguros RGA - Delko - Arkéa-Samsic - Total Direct Énergie Équipes continentales (3)- Saint Michel-Auber 93 - Swiss Racing - Xelliss-Roubaix Lille Métropole |
| |

### Principaux coureurs présents
Seconde course d'un jour française après le Grand Prix La Marseillaise, cette année Faun Ardèche Classic possède un plateau relevé avec pas moins de 11 équipes WorldTour, on retrouve au départ des grands noms du cyclisme mondial comme Jakob Fulgsang, le Danois d'Astana Premier-Tech, vainqueur de Liège-Bastogne-Liège 2019 ou encore du Tour de Lombardie 2020 semble l'un des grands favoris à la victoire, la formation kazakh à aussi aligné Aleksandr Vlasov, le jeune Russe. On peut noter la présence d'Alberto Bettiol (EF Education-Nippo) pas très à son aise en ce début de saison mais qui pourrait créer la surprise, ou encore Rui Costa pour UAE-Team Emirates en l'absence du talentueux Suisse Marc Hirschi, initialement prévu au départ.
Coté français Groupama FDJ aligne une grosse équipe avec Thibaut Pinot en quête de sensations pour ses futurs objectifs et David Gaudu, un des favoris après son Tour des Alpes-Maritmes et du Var très réussi. On note la présence de l'ancien champion de France Warren Barguil pour Arkéa Samsic ou encore Aurélien Paret-Peintre vainqueur du Grand Prix la Marseillaise en début de saison. Bien évidemment le tenant du titre Rémi Cavagna est présent pour la Deuceuninck Quick-Step

### Récit de la course
Dès le départ donné, de nombreux coureurs tentent de s'extirper du peloton mais sans succès, on assiste à un début de course très rapide et nerveux. Après une quarantaine de kilomètres de course, c'est un groupe de cinq coureurs qui s'extirpent du peloton. On y retrouve Orluis Aular (Caja Rural-Seguros RGA), Valentin Ferron (Team Total Direct-Energie), Rui Oliveira (UAE-Team Emirates), Stuart Balfour (Swiss Racing Academy) et Delio Fernandez (Team Delko), ce dernier partit un peu plus tard et a dû effectuer de gros efforts pour revenir en tête de course. Le peloton est contrôlé par les formations Groupama FDJ et Cofidis, les fuyards possèderont au maximum une avance de 4'30". La journée se passe tranquillement et le peloton régule l'écart avec les fuyards. Dans les soixante derniers kilomètres de l'arrivée Fernandez ne peut plus suivre ses compagnons. Les fuyards sont repris dans le Mur de Cornas à 65 kilomètres de l'arrivée, alors Laurens Huys (Bingoal-WB) sort du peloton, il franchira le sommet en tête. 

Dans la côte de Saint-Romain-de-Lerps, Mikkel Honoré (Deuceuninck Quick-Step) est pointé à moins de 20". Le peloton à moins de 30", les hostilités démarrent, le tenant du titre Rémi Cavagna (Deuceuninck Quick-Step) ou encore Alberto Bettiol (EF Education-Nippo) sont distancés. Les deux fuyards sont finalement repris par un groupe de neuf hommes composé de Hugh Carthy, Simon Carr (EF Education-Nippo), David Gaudu (Groupama FDJ), Victor Lafey, Guillaume Martin (Cofidis), Aleksandr Vlasov (Astana Premier-Tech), Aurélien Paret-Peintre et Clément Champoussin (AG2R Citroën). Derrière on trouve un groupe de contre avec notamment Thibaut Pinot (Groupama FDJ) et Jakob Fulgsang (Astana Premier-Tech). Plus loin dans la montée le britannique Hugh Carthy, troisième de la Vuelta 2020 s'esseule et creuse un écart de 15" sur le reste du groupe. David Gaudu décide de réagir et place lui aussi une offensive, accompagné de Clément Champoussin ils réussirent à rattraper Carthy avant le sommet. Gaudu s'esseule involontairement dans la descente mais le trio se reforme au pied du Val d'Enfer. Malgré ses offensives David Gaudu, ne parvient pas à s'esseuler avant de basculer, profitant de la fatigue et des lacunes en descente de Hugh Carthy, les deux français creusent l'écart. À l'arrière le groupe de Thibaut Pinot est parvenu à faire la jonction avec le groupe des poursuivants, ils se battent pour la 4ème place. Devant le duo français n'est pas rattrapé et c'est au sprint que va se jouer la victoire. À ce petit jeu c'est bien David Gaudu qui est le plus fort, il s'impose donc devant Clément Champoussin et Hugh Carthy. Il offre un premier bouquet à l'équipe Groupama FDJ en 2021 et ajoute sa première course d'un jour à son palmarès.

## Classements

### Classement final
| \| Classement général \| Classement général \| Classement général \| Classement général \| Classement général \| \| Coureur \| Coureur \| Pays \| Équipe \| Temps \| \| ------------------ \| ---------------------- \| ------------------ \| --------------------- \| ------------------ \| \| 1er \| David Gaudu \| France \| Groupama-FDJ \| 4 h 32 min 37 s \| \| 2e \| Clément Champoussin \| France \| AG2R Citroën Team \| + 0 s \| \| 3e \| Hugh Carthy \| Royaume-Uni \| EF Education-Nippo \| + 11 s \| \| 4e \| Mikkel Honoré \| Danemark \| Deceuninck-Quick Step \| + 28 s \| \| 5e \| Dorian Godon \| France \| AG2R Citroën Team \| + 40 s \| \| 6e \| Aleksandr Vlasov \| Russie \| Astana-Premier Tech \| + 40 s \| \| 7e \| Aurélien Paret-Peintre \| France \| AG2R Citroën Team \| + 42 s \| \| 8e \| Thibaut Pinot \| France \| Groupama-FDJ \| + 42 s \| \| 9e \| Jonathan Hivert \| France \| B&B Hotels p/b KTM \| + 46 s \| \| 10e \| Quinn Simmons \| États-Unis \| Trek-Segafredo \| + 46 s \| |                        |             |                       |                 |
| |                        |             |                       |                 |
| Source : ProCyclingStats |                        |             |                       |                 |
| Classement général |                        |             |                       |                 |
| Coureur | Coureur                | Pays        | Équipe                | Temps           |
| 1er | David Gaudu            | France      | Groupama-FDJ          | 4 h 32 min 37 s |
| 2e | Clément Champoussin    | France      | AG2R Citroën Team     | + 0 s           |
| 3e | Hugh Carthy            | Royaume-Uni | EF Education-Nippo    | + 11 s          |
| 4e | Mikkel Honoré          | Danemark    | Deceuninck-Quick Step | + 28 s          |
| 5e | Dorian Godon           | France      | AG2R Citroën Team     | + 40 s          |
| 6e | Aleksandr Vlasov       | Russie      | Astana-Premier Tech   | + 40 s          |
| 7e | Aurélien Paret-Peintre | France      | AG2R Citroën Team     | + 42 s          |
| 8e | Thibaut Pinot          | France      | Groupama-FDJ          | + 42 s          |
| 9e | Jonathan Hivert        | France      | B&B Hotels p/b KTM    | + 46 s          |
| 10e | Quinn Simmons          | États-Unis  | Trek-Segafredo        | + 46 s          |

### Autres classements
Classement des grimpeurs
|   | Coureur             | Équipe                 | Points |
| - | ------------------- | ---------------------- | ------ |
| 1 | Hugh Carthy         | EF Pro Cycling         | 9      |
| 2 | David Gaudu         | Groupama-FDJ           | 7      |
| 3 | Clément Champoussin | AG2R Citroën           | 6      |
| 4 | Orluis Aular        | Caja Rural-Seguros RGA | 6      |
| 5 | Laurens Huys        | Bingoal-WB             | 3      |

Dossard vert
- Thibaut Pinot (Groupama-FDJ)

## Liste des participants
| Deceuninck-Quick Step DQT | Deceuninck-Quick Step DQT | Deceuninck-Quick Step DQT |
| ------------------------- | ------------------------- | ------------------------- |
| Num                       | Coureur                   | Pos                       |
| 1                         | Rémi Cavagna (FRA)        | 92e                       |
| 2                         | Andrea Bagioli (ITA)      | 45e                       |
| 3                         | Josef Černý (CZE)         | 90e                       |
| 4                         | Dries Devenyns (BEL)      | 69e                       |
| 5                         | Mikkel Honoré (DEN)       | 4e                        |
| 6                         | James Knox (GBR)          | AB                        |
| 7                         | Pieter Serry (BEL)        | 27e                       |

| AG2R Citroën Team ACT | AG2R Citroën Team ACT        | AG2R Citroën Team ACT |
| --------------------- | ---------------------------- | --------------------- |
| Num                   | Coureur                      | Pos                   |
| 11                    | Aurélien Paret-Peintre (FRA) | 7e                    |
| 12                    | Clément Champoussin (FRA)    | 2e                    |
| 13                    | Stan Dewulf (BEL)            | 87e                   |
| 14                    | Ben Gastauer (LUX)           | 59e                   |
| 15                    | Dorian Godon (FRA)           | 5e                    |
| 16                    | Nicolas Prodhomme (FRA)      | 58e                   |
| 17                    | Nans Peters (FRA)            | 66e                   |

| Groupama-FDJ GFC | Groupama-FDJ GFC            | Groupama-FDJ GFC |
| ---------------- | --------------------------- | ---------------- |
| Num              | Coureur                     | Pos              |
| 21               | David Gaudu (FRA)           | 1er              |
| 22               | Thibaut Pinot (FRA)         | 8e               |
| 23               | Bruno Armirail (FRA)        | 61e              |
| 24               | Simon Guglielmi (FRA)       | 43e              |
| 25               | Sébastien Reichenbach (SUI) | 28e              |
| 26               | Clément Davy (FRA)          | 122e             |
| 27               | Ignatas Konovalovas (LTU)   | 121e             |

| Cofidis COF | Cofidis COF               | Cofidis COF |
| ----------- | ------------------------- | ----------- |
| Num         | Coureur                   | Pos         |
| 31          | Guillaume Martin (FRA)    | 16e         |
| 32          | Fernando Barceló (ESP)    | 103e        |
| 33          | Nicolas Edet (FRA)        | 57e         |
| 34          | Simon Geschke (GER)       | 23e         |
| 35          | Jesús Herrada (ESP)       | 19e         |
| 36          | Victor Lafay (FRA)        | AB          |
| 37          | Pierre-Luc Périchon (FRA) | 116e        |

| Intermarché-Wanty-Gobert Matériaux IWG | Intermarché-Wanty-Gobert Matériaux IWG | Intermarché-Wanty-Gobert Matériaux IWG |
| -------------------------------------- | -------------------------------------- | -------------------------------------- |
| Num                                    | Coureur                                | Pos                                    |
| 41                                     | Jan Bakelants (BEL)                    | 54e                                    |
| 42                                     | Jérémy Bellicaud (FRA)                 | 80e                                    |
| 43                                     | Théo Delacroix (FRA)                   | 70e                                    |
| 44                                     | Odd Christian Eiking (NOR)             | 33e                                    |
| 45                                     | Maurits Lammertink (NED)               | 36e                                    |
| 46                                     | Lorenzo Rota (ITA)                     | 20e                                    |

| EF Education-Nippo EFN | EF Education-Nippo EFN    | EF Education-Nippo EFN |
| ---------------------- | ------------------------- | ---------------------- |
| Num                    | Coureur                   | Pos                    |
| 51                     | Alberto Bettiol (ITA)     | 110e                   |
| 52                     | Magnus Cort Nielsen (DEN) | 111e                   |
| 53                     | Fumiyuki Beppu (JPN)      | AB                     |
| 54                     | Simon Carr (GBR)          | 15e                    |
| 55                     | Hugh Carthy (GBR)         | 3e                     |
| 56                     | Julien El Fares (FRA)     | 82e                    |
| 57                     | Hideto Nakane (JPN)       | 106e                   |

| Trek-Segafredo TFS | Trek-Segafredo TFS   | Trek-Segafredo TFS |
| ------------------ | -------------------- | ------------------ |
| Num                | Coureur              | Pos                |
| 61                 | Jacopo Mosca (ITA)   | 38e                |
| 62                 | Julien Bernard (FRA) | 41e                |
| 63                 | Michel Ries (LUX)    | 88e                |
| 64                 | Quinn Simmons (USA)  | 10e                |
| 65                 | Toms Skujiņš (LAT)   | 31e                |
| 66                 | Alexander Kamp (DEN) | 105e               |
| 67                 | Antonio Nibali (ITA) | 67e                |

| Israel Start-Up Nation ISN | Israel Start-Up Nation ISN | Israel Start-Up Nation ISN |
| -------------------------- | -------------------------- | -------------------------- |
| Num                        | Coureur                    | Pos                        |
| 71                         | James Piccoli (CAN)        | 30e                        |
| 72                         | Alessandro De Marchi (ITA) | 95e                        |
| 73                         | Daryl Impey (RSA)          | 104e                       |
| 74                         | Davide Cimolai (ITA)       | AB                         |
| 75                         | Alexander Cataford (CAN)   | 79e                        |
| 76                         | Carl Fredrik Hagen (NOR)   | 42e                        |
| 77                         | Guy Niv (ISR)              | 50e                        |

| Qhubeka Assos TQA | Qhubeka Assos TQA     | Qhubeka Assos TQA |
| ----------------- | --------------------- | ----------------- |
| Num               | Coureur               | Pos               |
| 81                | Simon Clarke (AUS)    | AB                |
| 82                | Fabio Aru (ITA)       | 25e               |
| 83                | Connor Brown (NZL)    | AB                |
| 84                | Kilian Frankiny (SUI) | 85e               |
| 85                | Robert Power (AUS)    | 26e               |
| 86                | Mauro Schmid (SUI)    | 34e               |
| 87                | Karel Vacek (CZE)     | 91e               |

| Astana-Premier Tech APT | Astana-Premier Tech APT            | Astana-Premier Tech APT |
| ----------------------- | ---------------------------------- | ----------------------- |
| Num                     | Coureur                            | Pos                     |
| 91                      | Jakob Fuglsang (DEN)               | 18e                     |
| 92                      | Omar Fraile (ESP)                  | 77e                     |
| 93                      | Ion Izagirre (ESP)                 | 17e                     |
| 94                      | Hugo Houle (CAN)                   | 46e                     |
| 95                      | Aleksandr Vlasov (RUS)             | 6e                      |
| 96                      | Vadim Pronskiy (KAZ)               | 52e                     |
| 97                      | Óscar Rodríguez Garaicoechea (ESP) | 51e                     |

| UAE Team Emirates UAD | UAE Team Emirates UAD       | UAE Team Emirates UAD |
| --------------------- | --------------------------- | --------------------- |
| Num                   | Coureur                     | Pos                   |
| 101                   | Rui Costa (POR)             | 12e                   |
| 102                   | Valerio Conti (ITA)         | 71e                   |
| 103                   | Alessandro Covi (ITA)       | 40e                   |
| 104                   | Ivo Oliveira (POR)          | 119e                  |
| 105                   | Rui Oliveira (POR)          | 120e                  |
| 106                   | Cristian Muñoz (COL)        | 72e                   |
| 107                   | Aleksandr Riabushenko (BLR) | 109e                  |

| Total Direct Énergie TDE | Total Direct Énergie TDE | Total Direct Énergie TDE |
| ------------------------ | ------------------------ | ------------------------ |
| Num                      | Coureur                  | Pos                      |
| 111                      | Paul Ourselin (FRA)      | 74e                      |
| 112                      | Mathieu Burgaudeau (FRA) | 47e                      |
| 113                      | Julien Simon (FRA)       | 32e                      |
| 114                      | Valentin Ferron (FRA)    | 96e                      |
| 115                      | Fabien Doubey (FRA)      | 44e                      |
| 116                      | Marlon Gaillard (FRA)    | 113e                     |
| 117                      | Fabien Grellier (FRA)    | 62e                      |

| B&B Hotels p/b KTM BBK | B&B Hotels p/b KTM BBK      | B&B Hotels p/b KTM BBK |
| ---------------------- | --------------------------- | ---------------------- |
| Num                    | Coureur                     | Pos                    |
| 121                    | Quentin Pacher (FRA)        | 21e                    |
| 122                    | Alan Boileau (FRA)          | 114e                   |
| 123                    | Franck Bonnamour (FRA)      | 93e                    |
| 124                    | Cyril Gautier (FRA)         | 60e                    |
| 125                    | Jonathan Hivert (FRA)       | 9e                     |
| 126                    | Eliot Lietaer (BEL)         | 107e                   |
| 127                    | Sebastian Schönberger (AUT) | 35e                    |

| Delko DKO | Delko DKO                | Delko DKO |
| --------- | ------------------------ | --------- |
| Num       | Coureur                  | Pos       |
| 131       | Alessandro Fedeli (ITA)  | 84e       |
| 132       | Alexandre Delettre (FRA) | 102e      |
| 133       | Lucas De Rossi (FRA)     | 83e       |
| 134       | Yakob Debesay (ERI)      | AB        |
| 135       | Delio Fernández (ESP)    | AB        |
| 136       | Clément Berthet (FRA)    | 118e      |
| 137       | José Manuel Díaz (ESP)   | 22e       |

| Arkéa-Samsic ARK | Arkéa-Samsic ARK         | Arkéa-Samsic ARK |
| ---------------- | ------------------------ | ---------------- |
| Num              | Coureur                  | Pos              |
| 141              | Warren Barguil (FRA)     | 11e              |
| 142              | Maxime Bouet (FRA)       | 37e              |
| 143              | Anthony Delaplace (FRA)  | 39e              |
| 144              | Łukasz Owsian (POL)      | 65e              |
| 145              | Thibault Guernalec (FRA) | 48e              |
| 146              | Laurent Pichon (FRA)     | 81e              |
| 147              | Kévin Ledanois (FRA)     | 98e              |

| Bingoal-WB BWB | Bingoal-WB BWB           | Bingoal-WB BWB |
| -------------- | ------------------------ | -------------- |
| Num            | Coureur                  | Pos            |
| 151            | Laurens Huys (BEL)       | 13e            |
| 152            | Rémy Mertz (BEL)         | 89e            |
| 153            | Kenny Molly (BEL)        | 53e            |
| 154            | Mathijs Paasschens (NED) | 94e            |
| 155            | Jelle Vanendert (BEL)    | AB             |
| 156            | Quentin Venner (BEL)     | AB             |
| 157            | Luc Wirtgen (LUX)        | 49e            |

| Caja Rural-Seguros RGA CJR | Caja Rural-Seguros RGA CJR | Caja Rural-Seguros RGA CJR |
| -------------------------- | -------------------------- | -------------------------- |
| Num                        | Coureur                    | Pos                        |
| 161                        | Jonathan Lastra (ESP)      | 29e                        |
| 162                        | Orluis Aular (VEN)         | 100e                       |
| 163                        | Jon Barrenetxea (ESP)      | 75e                        |
| 164                        | Álvaro Cuadros (ESP)       | 78e                        |
| 165                        | Jon Irisarri (ESP)         | 64e                        |
| 166                        | Sergio Román Martín (ESP)  | 68e                        |
| 167                        | Jokin Murguialday (ESP)    | 73e                        |

| Alpecin-Fenix AFC | Alpecin-Fenix AFC       | Alpecin-Fenix AFC |
| ----------------- | ----------------------- | ----------------- |
| Num               | Coureur                 | Pos               |
| 171               | Petr Vakoč (CZE)        | 63e               |
| 172               | Tobias Bayer (AUT)      | 117e              |
| 173               | Louis Vervaeke (BEL)    | AB                |
| 174               | Jimmy Janssens (BEL)    | 24e               |
| 175               | Philipp Walsleben (GER) | 115e              |
| 176               | Ben Tulett (GBR)        | 14e               |
| 177               | Kristian Sbaragli (ITA) | 76e               |

| Xelliss-Roubaix Lille Métropole XRL | Xelliss-Roubaix Lille Métropole XRL | Xelliss-Roubaix Lille Métropole XRL |
| ----------------------------------- | ----------------------------------- | ----------------------------------- |
| Num                                 | Coureur                             | Pos                                 |
| 181                                 | Julien Antomarchi (FRA)             | AB                                  |
| 182                                 | Ivan Centrone (LUX)                 | 112e                                |
| 183                                 | Mathias De Witte (BEL)              | AB                                  |
| 184                                 | Samuel Leroux (FRA)                 | AB                                  |
| 185                                 | Maxime Urruty (FRA)                 | 55e                                 |
| 186                                 | Jérémy Leveau (FRA)                 | AB                                  |
| 187                                 | Dylan Kowalski (FRA)                | AB                                  |

| Swiss Racing Academy SRA | Swiss Racing Academy SRA | Swiss Racing Academy SRA |
| ------------------------ | ------------------------ | ------------------------ |
| Num                      | Coureur                  | Pos                      |
| 191                      | Matthias Reutimann (SUI) | 56e                      |
| 192                      | Stuart Balfour (GBR)     | 86e                      |
| 193                      | Andrew Bidwell (NZL)     | AB                       |
| 194                      | Damian Lüscher (SUI)     | 99e                      |
| 195                      | Andrea Mifsud            | AB                       |
| 196                      | Cyrille Thièry (SUI)     | 108e                     |
| 197                      | Yannis Voisard (SUI)     | 101e                     |

| Saint Michel-Auber 93 AUB | Saint Michel-Auber 93 AUB | Saint Michel-Auber 93 AUB |
| ------------------------- | ------------------------- | ------------------------- |
| Num                       | Coureur                   | Pos                       |
| 201                       | Jason Tesson (FRA)        | AB                        |
| 202                       | Tony Hurel (FRA)          | AB                        |
| 203                       | Louis Louvet (FRA)        | AB                        |
| 204                       | Anthony Maldonado (FRA)   | AB                        |
| 205                       | Yoann Paillot (FRA)       | 97e                       |

| Deceuninck-Quick Step DQT | Deceuninck-Quick Step DQT | Deceuninck-Quick Step DQT |
| ------------------------- | ------------------------- | ------------------------- |
| Num                       | Coureur                   | Pos                       |
| 1                         | Rémi Cavagna (FRA)        | 92e                       |
| 2                         | Andrea Bagioli (ITA)      | 45e                       |
| 3                         | Josef Černý (CZE)         | 90e                       |
| 4                         | Dries Devenyns (BEL)      | 69e                       |
| 5                         | Mikkel Honoré (DEN)       | 4e                        |
| 6                         | James Knox (GBR)          | AB                        |
| 7                         | Pieter Serry (BEL)        | 27e                       |

| AG2R Citroën Team ACT | AG2R Citroën Team ACT        | AG2R Citroën Team ACT |
| --------------------- | ---------------------------- | --------------------- |
| Num                   | Coureur                      | Pos                   |
| 11                    | Aurélien Paret-Peintre (FRA) | 7e                    |
| 12                    | Clément Champoussin (FRA)    | 2e                    |
| 13                    | Stan Dewulf (BEL)            | 87e                   |
| 14                    | Ben Gastauer (LUX)           | 59e                   |
| 15                    | Dorian Godon (FRA)           | 5e                    |
| 16                    | Nicolas Prodhomme (FRA)      | 58e                   |
| 17                    | Nans Peters (FRA)            | 66e                   |

| Groupama-FDJ GFC | Groupama-FDJ GFC            | Groupama-FDJ GFC |
| ---------------- | --------------------------- | ---------------- |
| Num              | Coureur                     | Pos              |
| 21               | David Gaudu (FRA)           | 1er              |
| 22               | Thibaut Pinot (FRA)         | 8e               |
| 23               | Bruno Armirail (FRA)        | 61e              |
| 24               | Simon Guglielmi (FRA)       | 43e              |
| 25               | Sébastien Reichenbach (SUI) | 28e              |
| 26               | Clément Davy (FRA)          | 122e             |
| 27               | Ignatas Konovalovas (LTU)   | 121e             |

| Cofidis COF | Cofidis COF               | Cofidis COF |
| ----------- | ------------------------- | ----------- |
| Num         | Coureur                   | Pos         |
| 31          | Guillaume Martin (FRA)    | 16e         |
| 32          | Fernando Barceló (ESP)    | 103e        |
| 33          | Nicolas Edet (FRA)        | 57e         |
| 34          | Simon Geschke (GER)       | 23e         |
| 35          | Jesús Herrada (ESP)       | 19e         |
| 36          | Victor Lafay (FRA)        | AB          |
| 37          | Pierre-Luc Périchon (FRA) | 116e        |

| Intermarché-Wanty-Gobert Matériaux IWG | Intermarché-Wanty-Gobert Matériaux IWG | Intermarché-Wanty-Gobert Matériaux IWG |
| -------------------------------------- | -------------------------------------- | -------------------------------------- |
| Num                                    | Coureur                                | Pos                                    |
| 41                                     | Jan Bakelants (BEL)                    | 54e                                    |
| 42                                     | Jérémy Bellicaud (FRA)                 | 80e                                    |
| 43                                     | Théo Delacroix (FRA)                   | 70e                                    |
| 44                                     | Odd Christian Eiking (NOR)             | 33e                                    |
| 45                                     | Maurits Lammertink (NED)               | 36e                                    |
| 46                                     | Lorenzo Rota (ITA)                     | 20e                                    |

| EF Education-Nippo EFN | EF Education-Nippo EFN    | EF Education-Nippo EFN |
| ---------------------- | ------------------------- | ---------------------- |
| Num                    | Coureur                   | Pos                    |
| 51                     | Alberto Bettiol (ITA)     | 110e                   |
| 52                     | Magnus Cort Nielsen (DEN) | 111e                   |
| 53                     | Fumiyuki Beppu (JPN)      | AB                     |
| 54                     | Simon Carr (GBR)          | 15e                    |
| 55                     | Hugh Carthy (GBR)         | 3e                     |
| 56                     | Julien El Fares (FRA)     | 82e                    |
| 57                     | Hideto Nakane (JPN)       | 106e                   |

| Trek-Segafredo TFS | Trek-Segafredo TFS   | Trek-Segafredo TFS |
| ------------------ | -------------------- | ------------------ |
| Num                | Coureur              | Pos                |
| 61                 | Jacopo Mosca (ITA)   | 38e                |
| 62                 | Julien Bernard (FRA) | 41e                |
| 63                 | Michel Ries (LUX)    | 88e                |
| 64                 | Quinn Simmons (USA)  | 10e                |
| 65                 | Toms Skujiņš (LAT)   | 31e                |
| 66                 | Alexander Kamp (DEN) | 105e               |
| 67                 | Antonio Nibali (ITA) | 67e                |

| Israel Start-Up Nation ISN | Israel Start-Up Nation ISN | Israel Start-Up Nation ISN |
| -------------------------- | -------------------------- | -------------------------- |
| Num                        | Coureur                    | Pos                        |
| 71                         | James Piccoli (CAN)        | 30e                        |
| 72                         | Alessandro De Marchi (ITA) | 95e                        |
| 73                         | Daryl Impey (RSA)          | 104e                       |
| 74                         | Davide Cimolai (ITA)       | AB                         |
| 75                         | Alexander Cataford (CAN)   | 79e                        |
| 76                         | Carl Fredrik Hagen (NOR)   | 42e                        |
| 77                         | Guy Niv (ISR)              | 50e                        |

| Qhubeka Assos TQA | Qhubeka Assos TQA     | Qhubeka Assos TQA |
| ----------------- | --------------------- | ----------------- |
| Num               | Coureur               | Pos               |
| 81                | Simon Clarke (AUS)    | AB                |
| 82                | Fabio Aru (ITA)       | 25e               |
| 83                | Connor Brown (NZL)    | AB                |
| 84                | Kilian Frankiny (SUI) | 85e               |
| 85                | Robert Power (AUS)    | 26e               |
| 86                | Mauro Schmid (SUI)    | 34e               |
| 87                | Karel Vacek (CZE)     | 91e               |

| Astana-Premier Tech APT | Astana-Premier Tech APT            | Astana-Premier Tech APT |
| ----------------------- | ---------------------------------- | ----------------------- |
| Num                     | Coureur                            | Pos                     |
| 91                      | Jakob Fuglsang (DEN)               | 18e                     |
| 92                      | Omar Fraile (ESP)                  | 77e                     |
| 93                      | Ion Izagirre (ESP)                 | 17e                     |
| 94                      | Hugo Houle (CAN)                   | 46e                     |
| 95                      | Aleksandr Vlasov (RUS)             | 6e                      |
| 96                      | Vadim Pronskiy (KAZ)               | 52e                     |
| 97                      | Óscar Rodríguez Garaicoechea (ESP) | 51e                     |

| UAE Team Emirates UAD | UAE Team Emirates UAD       | UAE Team Emirates UAD |
| --------------------- | --------------------------- | --------------------- |
| Num                   | Coureur                     | Pos                   |
| 101                   | Rui Costa (POR)             | 12e                   |
| 102                   | Valerio Conti (ITA)         | 71e                   |
| 103                   | Alessandro Covi (ITA)       | 40e                   |
| 104                   | Ivo Oliveira (POR)          | 119e                  |
| 105                   | Rui Oliveira (POR)          | 120e                  |
| 106                   | Cristian Muñoz (COL)        | 72e                   |
| 107                   | Aleksandr Riabushenko (BLR) | 109e                  |

| Total Direct Énergie TDE | Total Direct Énergie TDE | Total Direct Énergie TDE |
| ------------------------ | ------------------------ | ------------------------ |
| Num                      | Coureur                  | Pos                      |
| 111                      | Paul Ourselin (FRA)      | 74e                      |
| 112                      | Mathieu Burgaudeau (FRA) | 47e                      |
| 113                      | Julien Simon (FRA)       | 32e                      |
| 114                      | Valentin Ferron (FRA)    | 96e                      |
| 115                      | Fabien Doubey (FRA)      | 44e                      |
| 116                      | Marlon Gaillard (FRA)    | 113e                     |
| 117                      | Fabien Grellier (FRA)    | 62e                      |

| B&B Hotels p/b KTM BBK | B&B Hotels p/b KTM BBK      | B&B Hotels p/b KTM BBK |
| ---------------------- | --------------------------- | ---------------------- |
| Num                    | Coureur                     | Pos                    |
| 121                    | Quentin Pacher (FRA)        | 21e                    |
| 122                    | Alan Boileau (FRA)          | 114e                   |
| 123                    | Franck Bonnamour (FRA)      | 93e                    |
| 124                    | Cyril Gautier (FRA)         | 60e                    |
| 125                    | Jonathan Hivert (FRA)       | 9e                     |
| 126                    | Eliot Lietaer (BEL)         | 107e                   |
| 127                    | Sebastian Schönberger (AUT) | 35e                    |

| Delko DKO | Delko DKO                | Delko DKO |
| --------- | ------------------------ | --------- |
| Num       | Coureur                  | Pos       |
| 131       | Alessandro Fedeli (ITA)  | 84e       |
| 132       | Alexandre Delettre (FRA) | 102e      |
| 133       | Lucas De Rossi (FRA)     | 83e       |
| 134       | Yakob Debesay (ERI)      | AB        |
| 135       | Delio Fernández (ESP)    | AB        |
| 136       | Clément Berthet (FRA)    | 118e      |
| 137       | José Manuel Díaz (ESP)   | 22e       |

| Arkéa-Samsic ARK | Arkéa-Samsic ARK         | Arkéa-Samsic ARK |
| ---------------- | ------------------------ | ---------------- |
| Num              | Coureur                  | Pos              |
| 141              | Warren Barguil (FRA)     | 11e              |
| 142              | Maxime Bouet (FRA)       | 37e              |
| 143              | Anthony Delaplace (FRA)  | 39e              |
| 144              | Łukasz Owsian (POL)      | 65e              |
| 145              | Thibault Guernalec (FRA) | 48e              |
| 146              | Laurent Pichon (FRA)     | 81e              |
| 147              | Kévin Ledanois (FRA)     | 98e              |

| Bingoal-WB BWB | Bingoal-WB BWB           | Bingoal-WB BWB |
| -------------- | ------------------------ | -------------- |
| Num            | Coureur                  | Pos            |
| 151            | Laurens Huys (BEL)       | 13e            |
| 152            | Rémy Mertz (BEL)         | 89e            |
| 153            | Kenny Molly (BEL)        | 53e            |
| 154            | Mathijs Paasschens (NED) | 94e            |
| 155            | Jelle Vanendert (BEL)    | AB             |
| 156            | Quentin Venner (BEL)     | AB             |
| 157            | Luc Wirtgen (LUX)        | 49e            |

| Caja Rural-Seguros RGA CJR | Caja Rural-Seguros RGA CJR | Caja Rural-Seguros RGA CJR |
| -------------------------- | -------------------------- | -------------------------- |
| Num                        | Coureur                    | Pos                        |
| 161                        | Jonathan Lastra (ESP)      | 29e                        |
| 162                        | Orluis Aular (VEN)         | 100e                       |
| 163                        | Jon Barrenetxea (ESP)      | 75e                        |
| 164                        | Álvaro Cuadros (ESP)       | 78e                        |
| 165                        | Jon Irisarri (ESP)         | 64e                        |
| 166                        | Sergio Román Martín (ESP)  | 68e                        |
| 167                        | Jokin Murguialday (ESP)    | 73e                        |

| Alpecin-Fenix AFC | Alpecin-Fenix AFC       | Alpecin-Fenix AFC |
| ----------------- | ----------------------- | ----------------- |
| Num               | Coureur                 | Pos               |
| 171               | Petr Vakoč (CZE)        | 63e               |
| 172               | Tobias Bayer (AUT)      | 117e              |
| 173               | Louis Vervaeke (BEL)    | AB                |
| 174               | Jimmy Janssens (BEL)    | 24e               |
| 175               | Philipp Walsleben (GER) | 115e              |
| 176               | Ben Tulett (GBR)        | 14e               |
| 177               | Kristian Sbaragli (ITA) | 76e               |

| Xelliss-Roubaix Lille Métropole XRL | Xelliss-Roubaix Lille Métropole XRL | Xelliss-Roubaix Lille Métropole XRL |
| ----------------------------------- | ----------------------------------- | ----------------------------------- |
| Num                                 | Coureur                             | Pos                                 |
| 181                                 | Julien Antomarchi (FRA)             | AB                                  |
| 182                                 | Ivan Centrone (LUX)                 | 112e                                |
| 183                                 | Mathias De Witte (BEL)              | AB                                  |
| 184                                 | Samuel Leroux (FRA)                 | AB                                  |
| 185                                 | Maxime Urruty (FRA)                 | 55e                                 |
| 186                                 | Jérémy Leveau (FRA)                 | AB                                  |
| 187                                 | Dylan Kowalski (FRA)                | AB                                  |

| Swiss Racing Academy SRA | Swiss Racing Academy SRA | Swiss Racing Academy SRA |
| ------------------------ | ------------------------ | ------------------------ |
| Num                      | Coureur                  | Pos                      |
| 191                      | Matthias Reutimann (SUI) | 56e                      |
| 192                      | Stuart Balfour (GBR)     | 86e                      |
| 193                      | Andrew Bidwell (NZL)     | AB                       |
| 194                      | Damian Lüscher (SUI)     | 99e                      |
| 195                      | Andrea Mifsud            | AB                       |
| 196                      | Cyrille Thièry (SUI)     | 108e                     |
| 197                      | Yannis Voisard (SUI)     | 101e                     |

| Saint Michel-Auber 93 AUB | Saint Michel-Auber 93 AUB | Saint Michel-Auber 93 AUB |
| ------------------------- | ------------------------- | ------------------------- |
| Num                       | Coureur                   | Pos                       |
| 201                       | Jason Tesson (FRA)        | AB                        |
| 202                       | Tony Hurel (FRA)          | AB                        |
| 203                       | Louis Louvet (FRA)        | AB                        |
| 204                       | Anthony Maldonado (FRA)   | AB                        |
| 205                       | Yoann Paillot (FRA)       | 97e                       |

### Classements UCI
La course attribue des points au Classement mondial UCI 2021 selon le barème suivant.
| Position   | 1er | 2e  | 3e  | 4e  | 5e | 6e | 7e | 8e | 9e | 10e | 11e | 12e | 13e | 14e | 15e | 16e à 30e | 31e à 40e |
| Classement | 200 | 150 | 125 | 100 | 85 | 70 | 60 | 50 | 40 | 35  | 30  | 25  | 20  | 15  | 10  | 5         | 3         |